# Tinterin
Tinterin (Tentlingen en allemand, Tentlinge en suisse allemand , Tinterin  en patois fribourgeois) est une localité et une commune suisse du canton de Fribourg, située dans le district de la Singine.

## Géographie

Photo aérienne (1967)

Selon l'Office fédéral de la statistique, Tinterin mesure 3,61 km2. 15,4 % de cette superficie correspond à des surfaces d'habitat ou d'infrastructure, 66,1 % à des surfaces agricoles, 15,7 % à des surfaces boisées et 2,7 % à des surfaces improductives.
Tinterin est limitrophe de Saint-Ours, Dirlaret, Chevrilles, Saint-Sylvestre, Le Mouret, Villarsel-sur-Marly et Pierrafortscha.

## Économie
Le village abrite une usine de béton du groupe français Vicat.

## Démographie
Selon l'Office fédéral de la statistique, Tinterin compte 1 336 habitants en 2022. Sa densité de population atteint 370 hab./km2.
Le graphique suivant résume l'évolution de la population de Tinterin entre 1850 et 2008 :

## Honneur
L'astéroïde (218752) Tentlingen est nommé en son honneur.